# Міток (комуна)
Міток (рум. Mitoc) — комуна у повіті Ботошані в Румунії. До складу комуни входять такі села (дані про населення за 2002 рік):
- Міток (1400 осіб)
- Хорія (633 особи)

Комуна розташована на відстані 413 км на північ від Бухареста, 47 км на північний схід від Ботошань, 112 км на північ від Ясс.

## Населення
За даними перепису населення 2002 року у комуні проживали 2033 особи.
Національний склад населення комуни:
| Національність | Кількість осіб | Відсоток |
| -------------- | -------------- | -------- |
| румуни         | 2031           | 99,9%    |
| угорці         | 1              | < 0,1%   |
| німці          | 1              | < 0,1%   |

Рідною мовою назвали:
| Мова      | Кількість осіб | Відсоток |
| --------- | -------------- | -------- |
| румунська | 2032           | > 99,9%  |
| угорська  | 1              | < 0,1%   |

Склад населення комуни за віросповіданням:
| Релігія       | Кількість осіб | Відсоток |
| ------------- | -------------- | -------- |
| православні   | 1943           | 95,6%    |
| п'ятдесятники | 88             | 4,3%     |
| реформати     | 1              | < 0,1%   |
| баптисти      | 1              | < 0,1%   |